# Ägerisee
Ägerisee je jezero o rozloze 7,2 km² ve švýcarském kantonu Zug, vytvořené ledovcem a ležící ve Schwyzských Alpách v nadmořské výšce 724 m. Jeho hlavním přítokem je Hüribach, odtokem Lorze.

## Historie

Vyobrazení jezera z počátku 19. století

Nedaleko jezera se roku 1315 odehrála bitva u Morgartenu. Listina z roku 1431 upravující poplatky za rybolov ukazuje na plnou dispozici obyvatel údolí nad jezerem Ägerisee. Po rozdělení údolí na dvě obce v roce 1798 zůstalo jezero, které bylo využíváno jako rybářský revír a k dopravě dřeva, ve společném vlastnictví obcí Ober- a Unterägeri. V roce 1857 byla hladina jezera snížena vybagrováním řeky Lorze. Od roku 1890 je zde v provozu turistická motorová loď. Kolem roku 1900 byla svrchovaná práva mezi kantonem a obcemi vyjasněna soudně.
Jezero Ägerisee je od roku 1992 využíváno jako zásobárna pitné vody. Dnes se jezero stále využívá k raftingu, který je ve Švýcarsku ojedinělý.